# Arenrath
Arenrath là một xã ở huyện Bernkastel-Wittlich, trong bang Rheinland-Pfalz, Xã Arenrath có diện tích 6,77 km², dân số thời điểm ngày 31 tháng 12 năm 2006 là 380 người.